# Otrokovice
Otrokovice (1939–1946: Baťov, 1960–1964: Otrokovice-Kvítkovice, tyska: Otrokowitz) är en stad i Tjeckien. Den ligger i distriktet Zlín och regionen Zlín, i den östra delen av landet, 250 km öster om huvudstaden Prag. Otrokovice ligger 196 meter över havet och antalet invånare är 18 157 (2016).
Barum Continental med varumärket Barum har sitt huvudkontor och fabrik i Otrokovice. I Otrokovice hade Bata fabriker och i staden uppfördes bostadsområdet Batov för anställda vid Bata.